# Martin Hoffmann
Pour les articles homonymes, voir Hoffmann.
Cet article possède un paronyme, voir Martin Hohmann.
Martin Hoffmann est un footballeur est-allemand, né le 22 mars 1955 à Gommern ( Allemagne de l'Est).

## Biographie
En tant qu'attaquant, il est international est-allemand à 66 reprises (1973-1981) pour 16 buts. 
Il participe à la Coupe du monde de football 1974, en RFA. Il joue tous les matchs de la RDA (sur 6 matchs, 5 titulaires, un remplaçant). Il inscrit un but à la 55e minute au 1er tour, contre le Chili (1-1). La RDA est éliminée au 2d tour du tournoi.
De plus, il est champion olympique en 1976, à Montréal (Canada), marquant un but à la 14e minute en finale, contre la Pologne (3-1).
Il inscrit un but en éliminatoires du championnat d'Europe de football 1976, contre l'Islande mais la RDA ne réussit pas à se qualifier pour la phase finale.
Il joue dans un seul club de RDA dans toute sa carrière : le 1.FC Magdebourg (1968-1987). Il remporte trois fois le championnat de RDA, cinq fois la Coupe de RDA, et plus fort encore la C2 en 1974, battant en finale, le Milan AC de Romeo Benetti et de Gianni Rivera (2-0).

## Clubs
En tant que joueur
- 1968-1987 :  1.FC Magdebourg

En tant qu'entraîneur
- 1994-1996 :  1.FC Magdebourg
- 2002-2003 :  1.FC Magdebourg

## Palmarès
- Championnat de RDA de football

- - Champion en 1972, en 1974 et en 1975
  - Vice-champion en 1977 et en 1978
- Coupe d'Allemagne de l'Est de football
  - Vainqueur en 1969, en 1973, en 1978, en 1979 et en 1983
- Coupe d'Europe des vainqueurs de coupe de football
  - Vainqueur en 1974
- Jeux olympiques
  - Médaille d'or en 1976